# Haiku
Haiku (jap. 俳句, hrvatski. smiješni stih; mn.: haiku) 
tradicionalan je japanski oblik poezije, koja se proširila diljem svijeta. Smatra se najkraćim oblikom poezije na svijetu. Tema haikua su priroda i čovjek u njoj. Haiku ima 1 kiticu koja se sastoji od tri stiha (5-7-5) tj. prvi i treći stih imaju pet slogova, a drugi sedam.

## Pripadnici
Među najvažnije pjesnike haikua se ubrajaju Matsuo Bashō (1644. – 1694.), Yosa Buson (1716. – 1783.), Kobayashi Issa (1763. – 1827.) i Masaoka Shiki (1867. – 1902.). Bashō je obnovio sa svojim učenicima pjesništvo haikai, i uspio da bude prepoznato kao ozbiljna literatura. Shiki se smatra osnivačem modernog haikua. On je skovao izraz haiku (u odnosu na starije haikai ili hokku).

## Osobine
Haiku pokazuje iznimno koncentrirani moment prirode, koji je povezan s događajima u ljudskoj unutrašnjosti. Prvi stih haikua idealno ilustrira osnovne sliku, atmosferu, osjećaja ili mislil.
Haiku vrlo često sadrži riječi koje se odnose na određeno godišnje doba. Riječi se mogu odnositi na biljke ili životinje, ljude aktivnosti ili svečanosti. Procvala japanska trešnja ukazuje na proljeće, ljiljani na ljeto, krizantema na jesen i repa na zimu.
Osobine su haikua:
- haiku je trostih gdje stihovi imaju redom 5, 7 i 5 slogova.
- ukupno, haiku bi trebao imati između 12 i 20 slogova.
- haiku je neposredni izraz pjesnikova doživljaja, pri čemu nije sudjelovalo razmišljanje, zaključivanje, poučavanje i slično.
- pjesnik uranja u predmet svoje pjesme te ne ističe svoje ja.
- tema pjesme najčešće je priroda i čovjek u njoj.
- ljubav u značenju Erosa (boga ljubavi), općenito nije predmet haikua.
- da bi neki doživljaj bio zabilježen kao haiku, mora imati svoju poetsku vrijednost kojom se izdiže iznad bilo kakvog doživljaja, bez posebnog značenja.
- ljepota haikua u njegovoj je istinitosti, neposrednosti i posebno u tome što je njemu nešto, već otprije poznato, doživljeno na nov način – čišće, snažnije, dublje.
- vrijeme u kojem se haiku događa je gotovo beziznimna sadašnjost - haiku je poezija ovdje i sada.
- haiku nije aforizam, nije poslovica, nije minijatura, pjesmičak.
- haiku ne smije biti kićen.
- u pravilu, haiku nema naslov.

## Poznati pjesnici i pisci

### Razdoblje Muromachi (1336 - 1573)
- Ikyu Sojun (1394. – 1481.)

### Razdoblje Edo (1603. – 1868.)
- Matsuo Basho (1644. – 1694.)
- Jos Busoni (1716. – 1783.)
- Kobayashi Issa (1763. – 1827.)

### Razdoblje Meiji, naon (1868. -)
- Masaoka Siki (1867. – 1902.)
- Takahama Kioshi (1874. – 1959.)
- Saito Mokichi (1882. – 1953.)
- Taneda Santoka (1882. – 1940.)
- Nakamura Kusatao (1901. – 1983.)

## Hrvatski
- Ljerka Antonić
- Tomislav Marijan Bilosnić[3]
- Zlata Bogović[4]
- Borivoj Bukva[5][6]
- Franko Bušić[7][8]
- Silvija Butković[9]
- Marijan Cekolj[10]
- Ante Dabo[11]
- Vladimir Devidé[12]
- Ana Dolenec Truban[13]
- Dina Franin[14]
- Željko Funda[15]
- Anto Gardaš[16]
- Anica Gečić[17]
- Franjo Hrg[18]
- Dubravko Ivančan[19]
- Zlatko Ivan Juras
- Etelka Kenéz Heka[20]
- Enes Kišević[21]
- Dubravko Korbus[22]
- Ivka Kraljević[23]
- Vladimir Korotaj
- Timjana Mahečić[24]
- Vjera Majstrović[25]
- Tomislav Maretić[26]
- Rajka Anđelić Maslovarić
- Duško Matas[27]
- Dinko Matković
- Rene Matoušek
- Višnja McMaster (Zagreb, 1948.), uz prof. Devidea najveća promotorica haikua u Hrvata[28][29]
- Žarko Milenić
- Marela-Marija Mimica[30]
- Ružica Matuka (r. Mokos)[31]
- Ljudmila Milena Mršić[32]
- Malvina Mileta[33]
- Ivan Nadilo[34]
- Boris Nazansky[35]
- Zdenko Oreč[36]
- Ivan Pahernik[37]
- Luko Paljetak[38]
- Zvonko Petrović[39]
- Dunja Pezelj[40]
- Darko Plažanin[41]
- Marija Anđela Pogorilić[42]
- Ljerka Postek Jelača[43]
- Jasminka Predojević[44]
- Vera Primorac[45]
- Vida Pust Škrgulja[46]
- Stjepan Rožić[47]
- Mile Stamenković[48]
- Ruška Stojanović-Nikolašević[49]
- Drago Štambuk[50]
- Frano Vlatković[51]
- Željkoa Vučinić-Jambrešić[52]
- Đurđa Vukelić Rožić[53][54]
- Jadran Zalokar[55]
- Božena Zernec[56]
- Dragan Vučetić[57]
- Ante Juretić[58]
- Zdravko Kurnik

## Vanjske poveznice
- Društvo hrvatskih haiku pjesnika  Arhivirana inačica izvorne stranice od 14. ožujka 2012. (Wayback Machine)
- karolina-rijecka  Arhivirana inačica izvorne stranice od 11. siječnja 2012. (Wayback Machine)